# Balacra oblitterata
Balacra oblitterata là một loài bướm đêm thuộc phân họ Arctiinae, họ Erebidae.